# Listă de aeroporturi după codul IATA: A
Mai jos este lista de aeroporturi al căror cod IATA începe cu litera A.
Această listă este generată cu date din Wikidata și este actualizată periodic de un robot.
 Editările făcute în listă vor fi șterse la următoarea actualizare!
| Imagine | Cod IATA | Articol                                             |
| ------- | -------- | --------------------------------------------------- |
|         | ATA      | Aeroportul Comandante FAP Germán Arias Graziani     |
|         | ABY      | Aeroportul Regional Southwest Georgia               |
|         | AML      | Aeroportul Puerto Armuelles                         |
|         | AOL      | Aeroportul Paso de los Libres                       |
|         | ANP      | Aeroportul Lee                                      |
|         | AMO      | Aeroportul Mao                                      |
|         | AEG      | Aeroportul Aek Godang                               |
|         | AKR      | Aeroportul Akure                                    |
|         | ADO      | Aeroportul Andamooka                                |
|         | ABS      | Aeroportul Abu Simbel                               |
|         | ALI      | Aeroportul Alice                                    |
|         | ARZ      | Aeroportul N'zeto                                   |
|         | ALU      | Aeroportul Alula                                    |
|         | AIG      | Aeroportul Yalinga                                  |
|         | ASV      | Aeroportul Amboseli                                 |
|         | ABF      | Aeroportul Abaiang Atoll                            |
|         | AKE      | Aeroportul Akieni                                   |
|         | ACN      | Aeroportul Internațional Ciudad Acuña               |
|         | ATR      | Aeroportul Internațional Atar                       |
|         | ACC      | Aeroportul Internațional Kotoka                     |
|         | APS      | Aeroportul Anápolis                                 |
|         | AMQ      | Aeroportul Pattimura                                |
|         | ABE      | Aeroportul Internațional Lehigh Valley              |
|         | ABG      | Aeroportul Abingdon                                 |
|         | AOD      | Aeroportul Abou-Deïa                                |
|         | ABM      | Aeroportul Northern Peninsula                       |
|         | AKS      | Aeroportul Auki Gwaunaru'u                          |
|         | ATS      | Aeroportul Municipal Artesia                        |
|         | AGT      | Aeroportul Internațional Guaraní                    |
|         | ABO      | Aeroportul Aboisso                                  |
|         | AYK      | Aeroportul Arkalyk                                  |
|         | ARA      | Aeroportul Regional Acadiana                        |
|         | AXM      | Aeroportul El Edén                                  |
|         | AYO      | Aeroportul Juan de Ayolas                           |
|         | AXA      | Aeroportul Internațional Clayton J. Lloyd           |
|         | APK      | Aeroportul Apataki                                  |
|         | ATJ      | Aeroportul Antsirabe                                |
|         | ALP      | Aeroportul Internațional Aleppo                     |
|         | AKW      | Aeroportul Aghajari                                 |
|         | ABP      | Aeroportul Atkamba                                  |
|         | AGO      | Aeroportul Municipal Magnolia                       |
|         | AKL      | Aeroportul Auckland                                 |
|         | ATY      | Aeroportul Regional Watertown                       |
|         | ALG      | Aeroportul Houari Boumediene                        |
|         | AMB      | Aeroportul Ambilobe                                 |
|         | AGV      | Aeroportul Oswaldo Guevara Mujica                   |
|         | ADY      | Aeroportul Alldays                                  |
|         | AKA      | Aeroportul Ankang Wulipu                            |
|         | AKA      | Aeroportul Ankang Fuqiang                           |
|         | ASR      | Aeroportul Internațional Erkilet                    |
|         | ADH      | Aeroportul Aldan                                    |
|         | ADM      | Aeroportul Municipal Ardmore                        |
|         | ABT      | Aeroportul intern Al-Baha                           |
|         | ARK      | Aeroportul Arusha                                   |
|         | ARG      | Aeroportul Regional Walnut Ridge                    |
|         | AUL      | Aeroportul Aur                                      |
|         | AIT      | Aeroportul Aitutaki                                 |
|         | AOP      | Aeroportul Alférez FAP Alfredo Vladimir Sara Bauer  |
|         | ATB      | Aeroportul Atbara                                   |
|         | AIM      | Aeroportul Ailuk                                    |
|         | AKI      | Aeroportul Akiak                                    |
|         | ACL      | Aeroportul Aguaclara                                |
|         | AUH      | Aeroportul Internațional Abu Dhabi                  |
|         | ALS      | Aeroportul Regional San Luis Valley                 |
|         | AUQ HIX  | Aeroportul Atuona                                   |
|         | ABH      | Aeroportul Alpha                                    |
|         | AGF      | Aeroportul Agen La Garenne                          |
|         | AUU      | Aeroportul Aurukun                                  |
|         | ABR      | Aeroportul Regional Aberdeen                        |
|         | AIF      | Aeroportul Assis                                    |
|         | AGP      | Aeroportul Málaga                                   |
|         | AMM      | Aeroportul Internațional Queen Alia                 |
|         | AXK      | Aeroportul Ataq                                     |
|         | AOK      | Aeroportul Național Karpathos                       |
|         | ASU      | Aeroportul Internațional Silvio Pettirossi          |
|         | AAT      | Aeroportul Altay                                    |
|         | ACR      | Aeroportul Araracuara                               |
|         | ALA      | Aeroportul Internațional Almaty                     |
|         | ADB      | Aeroportul Izmir Adnan Menderes                     |
|         | ADK      | Aeroportul Adak                                     |
|         | AUS      | Aeroportul Internațional Austin–Bergstrom           |
|         | AUS      | Aeroportul Municipal Robert Mueller                 |
|         | ATK      | Aeroportul Atqasuk Edward Burnell Sr. Memorial      |
|         | AHO      | Aeroportul Alghero Fertilia                         |
|         | ARD      | Aeroportul Alor Island                              |
|         | AOR      | Aeroportul Sultan Abdul Halim                       |
|         | AGS      | Aeroportul Regional Augusta                         |
|         | AIO      | Aeroportul Municipal Atlantic                       |
|         | ACS      | Aeroportul Achinsk                                  |
|         | ABL      | Aeroportul Ambler                                   |
|         | ASA      | Aeroportul Internațional Assab                      |
|         | AVV      | Aeroportul Avalon                                   |
|         | AWA      | Aeroportul Awasa                                    |
|         | AKU      | Aeroportul Aksu                                     |
|         | AIN      | Aeroportul Wainwright                               |
|         | ABX      | Aeroportul Albury                                   |
|         | AUR      | Aeroportul Aurillac                                 |
|         | AMF      | Aeroportul Ama                                      |
|         | AYA      | Aeroportul Ayapel                                   |
|         | ACT      | Aeroportul Regional Waco                            |
|         | ADS      | Aeroportul Addison                                  |
|         | ALO      | Aeroportul Regional Waterloo                        |
|         | ARC      | Aeroportul Arctic Village                           |
|         | ARN      | Aeroportul Stockholm-Arlanda                        |
|         | AVW      | Aeroportul Regional Marana                          |
|         | AJU      | Aeroportul Santa Maria                              |
|         | ABU      | Aeroportul Haliwen                                  |
|         | ADT      | Aeroportul Municipal Ada                            |
|         | ARR      | Aeroportul D. Casimiro Szlapelis                    |
|         | ALB      | Aeroportul Internațional Albany                     |
|         | AAN      | Aeroportul Internațional Al Ain                     |
|         | ABC      | Aeroportul Albacete                                 |
|         | AIC      | Aeroportul Airok                                    |
|         | ASK      | Aeroportul Yamoussoukro                             |
|         | ANS      | Aeroportul Andahuaylas                              |
|         | ASY      | Aeroportul Municipal Ashley                         |
|         | AAU      | Aeroportul Asau                                     |
|         | ALF      | Aeroportul Alta                                     |
|         | ALE      | Aeroportul Municipal Alpine-Casparis                |
|         | AVA      | Aeroportul Anshun Huangguoshu                       |
|         | ASM      | Aeroportul Internațional Asmara                     |
|         | ASP      | Aeroportul Alice Springs                            |
|         | AWB      | Aeroportul Awaba                                    |
|         | AKM      | Aeroportul Zakouma                                  |
|         | ATC      | Aeroportul Arthur's Town                            |
|         | ANG      | Aeroportul Angoulême – Brie – Champniers            |
|         | ADD      | Aeroportul Internațional Addis Ababa Bole           |
|         | AFD      | Aeroportul Port Alfred                              |
|         | AUE      | Aeroportul Abu Rudeis                               |
|         | ABJ      | Aeroportul Port Bouet                               |
|         | ASC      | Aeroportul Ascencion De Guarayos                    |
|         | ABV      | Aeroportul Internațional Nnamdi Azikiwe             |
|         | ANY      | Aeroportul Municipal Anthony                        |
|         | ALL      | Aeroportul Albenga                                  |
|         | AVL      | Aeroportul Regional Asheville                       |
|         | ADA      | Aeroportul Adana Şakirpaşa                          |
|         | AKJ      | Aeroportul Asahikawa                                |
|         | ATM      | Aeroportul Altamira                                 |
|         | ADR      | Aeroportul Robert F. Swinnie                        |
|         | APL      | Aeroportul Nampula                                  |
|         | ADL      | Aeroportul Adelaide                                 |
|         | AHS      | Aeroportul Ahuas                                    |
|         | ALW      | Aeroportul Regional Walla Walla                     |
|         | ANN      | Aeroportul Annette Island                           |
|         | ATT      | Aeroportul Atmautluak                               |
|         | AIK      | Aeroportul Municipal Aiken                          |
|         | AFI      | Aeroportul Amalfi                                   |
|         | AIA      | Aeroportul Municipal Alliance                       |
|         | ALD      | Aeroportul Alerta                                   |
|         | APZ      | Aeroportul Zapala                                   |
|         | AKP      | Aeroportul Anaktuvuk Pass                           |
|         | AST      | Aeroportul Regional Astoria                         |
|         | ACU      | Aeroportul Achutupo                                 |
|         | APA      | Aeroportul Centennial                               |
|         | ANO      | Aeroportul Angoche                                  |
|         | ARM      | Aeroportul Armidale                                 |
|         | ABI      | Aeroportul Regional Abilene                         |
|         | ADE      | Aeroportul Internațional Aden                       |
|         | ARU      | Aeroportul Araçatuba                                |
|         | AHE      | Aeroportul Ahe                                      |
|         | AVI      | Aeroportul Máximo Gómez                             |
|         | AAC      | Aeroportul Internațional El Arish                   |
|         | ARV      | Aeroportul Lakeland                                 |
|         | AZI      | Aeroportul Al Bateen Executive                      |
|         | AEU      | Aeroportul Abu Musa                                 |
|         | ART      | Aeroportul Watertown                                |
|         | APN      | Aeroportul Regional Alpena County                   |
|         | AOH      | Aeroportul Lima Allen County                        |
|         | AVP      | Aeroportul Internațional Wilkes-Barre/Scranton      |
|         | AMA      | Aeroportul Internațional Rick Husband Amarillo      |
|         | ADC      | Aeroportul Andakombe                                |
|         | ATH      | Aeroportul Internațional Atena                      |
|         | ASH      | Aeroportul Municipal Nashua                         |
|         | ASQ      | Aeroportul Austin                                   |
|         | AAL      | Aeroportul Aalborg                                  |
|         | AKX      | Aeroportul Aktobe                                   |
|         | APF      | Aeroportul Municipal Naples                         |
|         | ARE      | Aeroportul Antonio (Nery) Juarbe Pol                |
|         | ASW      | Aeroportul Internațional Aswan                      |
|         | AXE      | Aeroportul Xanxerê                                  |
|         | AGU      | Aeroportul Lic. Jesús Terán Peredo                  |
|         | AJI      | Aeroportul Ağrı Ahmed-i Hani                        |
|         | AKY      | Aeroportul Sittwe                                   |
|         | AQI      | Aeroportul Qaisumah Domestic                        |
|         | ATI      | Aeroportul Artigas                                  |
|         | ATL      | Aeroportul Internațional Atlanta Hartsfield-Jackson |
|         | ALN      | Aeroportul Regional St. Louis                       |
|         | AYN      | Aeroportul Anyang Yudongbei                         |
|         | ADI      | Aeroportul Arandis                                  |
|         | AIS      | Aeroportul Arorae Island                            |
|         | ALC      | Aeroportul Alicante                                 |
|         | AMH      | Aeroportul Arba Minch                               |
|         | AMI      | Aeroportul Selaparang                               |
|         | ARB      | Aeroportul Municipal Ann Arbor                      |
|         | AUI      | Aeroportul Aua Island                               |
|         | AVN      | Aeroportul Avignon – Caumont                        |
|         | AUG      | Aeroportul Augusta State                            |
|         | AAA      | Aeroportul Anaa                                     |
|         | ACI      | Aeroportul Alderney                                 |
|         | ADJ      | Aeroportul Amman Civil                              |
|         | AII      | Aeroportul Ali-Sabieh                               |
|         | AKN      | Aeroportul King Salmon                              |
|         | AMD      | Aeroportul Internațional Sardar Vallabhbhai Patel   |
|         | AMJ      | Aeroportul Almenara                                 |
|         | AOJ      | Aeroportul Aomori                                   |
|         | APR      | Aeroportul April River                              |
|         | APU      | Aeroportul Apucarana                                |
|         | AYT      | Aeroportul Antalya                                  |
|         | AAF      | Aeroportul Regional Apalachicola                    |
|         | ANF      | Aeroportul Andrés Sabella                           |
|         | ASF      | Aeroportul Narimanovo                               |
|         | ANB      | Aeroportul Regional Anniston                        |
|         | ANE      | Aeroportul Angers – Loire                           |
|         | ANM      | Aeroportul Antsirabato                              |
|         | ANU      | Aeroportul Internațional V. C. Bird                 |
|         | AAM      | Aeroportul Mala Mala                                |
|         | AHI      | Aeroportul Amahai                                   |
|         | AMU      | Aeroportul Amanab                                   |
|         | AND      | Aeroportul Regional Anderson                        |
|         | AOG      | Aeroportul Anshan Teng'ao                           |
|         | ANC      | Aeroportul Internațional Ted Stevens Anchorage      |
|         | ANQ      | Aeroportul Tri-State Steuben County                 |
|         | AAE      | Aeroportul Rabah Bitat                              |
|         | AYR      | Aeroportul Ayr                                      |
|         | AKG      | Aeroportul Anguganak                                |
|         | AHF      | Aeroportul Municipal Arapahoe                       |
|         | AAP      | Aeroportul Internațional Samarinda                  |
|         | AMP      | Aeroportul Ampanihy                                 |
|         | AUP      | Aeroportul Agaun                                    |
|         | AAB      | Aeroportul Arrabury                                 |
|         | AAD      | Aeroportul Adado                                    |
|         | ABD      | Aeroportul Internațional Abadan                     |
|         | ACE      | Aeroportul Lanzarote                                |
|         | AIH      | Aeroportul Aiambak                                  |
|         | AIR      | Aeroportul Aripuanã                                 |
|         | AMN      | Aeroportul Gratiot Community                        |
|         | ARJ      | Aeroportul Arso                                     |
|         | ATF      | Aeroportul Chachoan                                 |
|         | AVK      | Aeroportul Arvaikheer                               |
|         | AWD      | Aeroportul Aniwa                                    |
|         | AYS      | Aeroportul Waycross-Ware County                     |
|         | ATW      | Aeroportul Internațional Appleton                   |
|         | AYX      | Aeroportul Tnte. Gral. Gerardo Pérez Pinedo         |
|         | ANI      | Aeroportul Aniak                                    |
|         | ANV      | Aeroportul Anvik                                    |
|         | ANW      | Aeroportul Regional Ainsworth                       |
|         | AJF      | Aeroportul intern Al-Jawf                           |
|         | ANL      | Aeroportul Andulo                                   |
|         | AYJ FZD  | Aeroportul Faizabad                                 |
|         | AJR      | Aeroportul Arvidsjaur                               |
|         | AKF      | Aeroportul Kufra                                    |
|         | AAV      | Aeroportul Allah Valley                             |
|         | AKB      | Aeroportul Atka                                     |
|         | ASL      | Aeroportul Harrison County                          |
|         | AUC      | Aeroportul Santiago Pérez Quiroz                    |
|         | AEA      | Aeroportul Abemama Atoll                            |
|         | AZO      | Aeroportul Kalamazoo/Battle Creek                   |
|         | ACY      | Aeroportul Internațional Atlantic City              |
|         | AHD      | Aeroportul Ardmore Downtown Executive               |
|         | APW      | Aeroportul Internațional Faleolo                    |
|         | APY      | Aeroportul Alto Parnaiba                            |
|         | ADF      | Aeroportul Adıyaman                                 |
|         | AXP      | Aeroportul Spring Point                             |
|         | AXR      | Aeroportul Arutua                                   |
|         | ASE      | Aeroportul Aspen–Pitkin County                      |
|         | ANA      | Aeroportul Angama Mara                              |
|         | AFS      | Aeroportul Zarafshan                                |
|         | ATP      | Aeroportul Aitape                                   |
|         | ACA      | Aeroportul Internațional General Juan N. Álvarez    |
|         | ACF      | Aeroportul Archerfield                              |
|         | AMX      | Aeroportul Ammaroo                                  |
|         | ALH      | Aeroportul Albany                                   |
|         | AER      | Aeroportul Internațional Sochi                      |
|         | ARH      | Aeroportul Talagi                                   |
|         | AUA      | Aeroportul Internațional Queen Beatrix              |
|         | ABW      | Aeroportul Abau                                     |
|         | ACB      | Aeroportul Antrim County                            |
|         | ACD      | Aeroportul Alcides Fernández                        |
|         | ACK      | Aeroportul Nantucket Memorial                       |
|         | ACP      | Aeroportul Sahand                                   |
|         | ACZ      | Aeroportul Zabol                                    |
|         | ADU      | Aeroportul Ardabil                                  |
|         | AFL      | Aeroportul Alta Floresta                            |
|         | AGW      | Aeroportul Agnew                                    |
|         | AMS      | Aeroportul Amsterdam Schiphol                       |
|         | ARL      | Aeroportul Arly                                     |
|         | ASB      | Aeroportul Internațional Ashgabat                   |
|         | ASN      | Aeroportul Municipal Talladega                      |
|         | ATZ      | Aeroportul Assiut                                   |
|         | ACV      | Aeroportul Arcata-Eureka                            |
|         | AGC      | Aeroportul Allegheny County                         |
|         | AZD      | Aeroportul Shahid Sadooghi                          |
|         | AOI      | Aeroportul Ancona Falconara                         |
|         | ABB      | Aeroportul Asaba                                    |
|         | AGK      | Aeroportul Kagua                                    |
|         | AZR      | Aeroportul Touat-Cheikh Sidi Mohamed Belkebir       |
|         | AFK      | Aeroportul Municipal Nebraska City                  |
|         | AGD      | Aeroportul Anggi                                    |
|         | AHL      | Aeroportul Aishalton                                |
|         | APB      | Aeroportul Apolo                                    |
|         | AVU      | Aeroportul Avu Avu                                  |
|         | AGA      | Aeroportul Agadir–Al Massira                        |
|         | AGL      | Aeroportul Wanigela                                 |
|         | AKT      | Royal Air Force Station Akrotiri                    |
|         | ARP      | Aeroportul Aragip                                   |
|         | AMW      | Aeroportul Municipal Ames                           |
|         | AAQ      | Aeroportul Anapa                                    |
|         | AOM      | Aeroportul Adam                                     |
|         | AFO      | Aeroportul Municipal Afton                          |
|         | ACH      | Aeroportul St. Gallen-Altenrhein                    |
|         | AMC      | Aeroportul Am Timan                                 |
|         | APC      | Aeroportul Napa County                              |
|         | AUM      | Aeroportul Municipal Austin                         |
|         | AZS      | Aeroportul Internațional Samaná El Catey            |
|         | AFY      | Aeroportul Afyon                                    |
|         | AAS      | Aeroportul Apalapsili                               |
|         | AKD      | Aeroportul Akola                                    |
|         | AMV      | Aeroportul Amderma                                  |
|         | APO      | Aeroportul Antonio Roldán Betancourt                |
|         | AZP      | Aeroportul Atizapan De Zaragoza                     |
|         | AES      | Aeroportul Ålesund                                  |
|         | AGZ      | Aeroportul Aggeneys                                 |
|         | AAK      | Aeroportul Aranuka                                  |
|         | AHM      | Aeroportul Municipal Ashland                        |
|         | AEB      | Aeroportul Baise Bama                               |
|         | AKC      | Aeroportul Internațional Akron Fulton               |
|         | AFR      | Aeroportul Afore                                    |
|         | AJL      | Aeroportul Lengpui                                  |
|         | AXV      | Aeroportul Neil Armstrong                           |
|         | ATE      | Aeroportul Municipal Antlers                        |
|         | AJN      | Aeroportul Ouani                                    |
|         | AAY      | Aeroportul Al Ghaydah                               |
|         | AZN      | Aeroportul Andizhan                                 |
|         | AXT      | Aeroportul Akita                                    |
|         | ASD      | Aeroportul Internațional Andros Town                |
|         | AAR      | Aeroportul Aarhus                                   |
|         | AXG      | Aeroportul Municipal Algona                         |
|         | AYU      | Aeroportul Aiyura                                   |
|         | AUZ      | Aeroportul Municipal Aurora                         |
|         | AHU      | Aeroportul Cherif Al Idrissi                        |
|         | ARW      | Aeroportul Internațional Arad                       |
|         | AAO      | Aeroportul Anaco                                    |
|         | AEY      | Aeroportul Akureyri                                 |
|         | AOT      | Aeroportul Aosta                                    |
|         | AQJ      | Aeroportul Internațional King Hussein               |
|         | AQP      | Aeroportul Internațional Rodríguez Ballón           |
|         | ASJ      | Aeroportul Amami                                    |
|         | AXD      | Aeroportul Internațional Alexandroupolis            |
|         | AYP      | Aeroportul Coronel FAP Alfredo Mendívil Duarte      |
|         | AOE      | Aeroportul Anadolu                                  |
|         | AJY      | Aeroportul Internațional Mano Dayak                 |
|         | ALM      | Aeroportul Regional Alamogordo–White Sands          |
|         | ANR      | Aeroportul Internațional Antwerp                    |
|         | AEK      | Aeroportul Aseki                                    |
|         | AJJ      | Aeroportul Akjoujt                                  |
|         | ADV      | Aeroportul Ed Daein                                 |
|         | AZA      | Aeroportul Phoenix–Mesa Gateway                     |
|         | ABK      | Aeroportul Kabri Dar                                |
|         | ANX      | Aeroportul Andøya                                   |
|         | AMT      | Aeroportul Amata                                    |
|         | AUV      | Aeroportul Aumo                                     |
|         | AJA      | Aeroportul Ajaccio Napoleon Bonaparte               |
|         | AGH      | Aeroportul Ängelholm-Helsingborg                    |
|         | ARI      | Aeroportul Internațional Chacalluta                 |
|         | AUN      | Aeroportul Municipal Auburn                         |
|         | AEO      | Aeroportul Aioun el Atrouss                         |
|         | AXF      | Aeroportul Alxa Left Banner Bayanhot                |
|         | AFZ      | Aeroportul Sabzevar                                 |
|         | AKK      | Aeroportul Akhiok                                   |
|         | AKO      | Aeroportul Regional Colorado Plains                 |
|         | AXS      | Aeroportul Regional Altus/Quartz Mountain           |
|         | AWR      | Aeroportul Awar                                     |
|         | AHH      | Aeroportul Municipal Amery                          |
|         | ASX      | Aeroportul John F. Kennedy Memorial                 |
|         | AGQ      | Aeroportul Agrinion                                 |
|         | AYQ      | Aeroportul Ayers Rock                               |
|         | AFA      | Aeroportul San Rafael                               |
|         | ATD      | Aeroportul Uru Harbour                              |
|         | ADQ      | Aeroportul Kodiak                                   |
|         | ATN      | Aeroportul Namatanai                                |
|         | AUX      | Aeroportul Araguaína                                |
|         | AFT      | Aeroportul Afutara                                  |
|         | ACX      | Aeroportul Xingyi Wanfenglin                        |
|         | AQM      | Aeroportul Nova Vida                                |
|         | AVX      | Aeroportul Catalina                                 |
|         | AZZ      | Aeroportul Ambriz                                   |
|         | AIZ      | Aeroportul Lee C. Fine Memorial                     |
|         | AUK      | Aeroportul Alakanuk                                 |
|         | AJK      | Aeroportul Arak                                     |
|         | AHN      | Aeroportul Athens Ben Epps                          |
|         | AET      | Aeroportul Allakaket                                |
|         | AYW      | Aeroportul Ayawasi                                  |
|         | APV      | Aeroportul Apple Valley                             |
|         | ATV      | Aeroportul Ati                                      |
|         | AID      | Aeroportul Municipal Anderson                       |
|         | ADZ      | Aeroportul Internațional Gustavo Rojas Pinilla      |
|         | ASO      | Aeroportul Asosa                                    |
|         | ATX      | Aeroportul Atbasar                                  |
|         | AEX      | Aeroportul Internațional Alexandria                 |
|         | AWM      | Aeroportul Municipal West Memphis                   |
|         | AYG      | Aeroportul Yaguara                                  |
|         | ABA      | Aeroportul Internațional Abakan                     |
|         | AXU      | Aeroportul Axum                                     |
|         | AKV      | Aeroportul Akulivik                                 |
|         | ATQ      | Aeroportul Internațional Sri Guru Ram Dass Jee      |
|         | AQA      | Aeroportul Araraquara                               |
|         | AOO      | Aeroportul Altoona–Blair County                     |
|         | ANJ      | Aeroportul Zanaga                                   |
|         | AUO      | Aeroportul Regional Auburn University               |
|         | AIU      | Aeroportul Enua                                     |
|         | ALJ      | Aeroportul Alexander Bay                            |
|         | AQB      | Aeroportul Quiché                                   |
|         | AUY      | Aeroportul Anatom                                   |
|         | AXC      | Aeroportul Aramac                                   |
|         | AGJ      | Aeroportul Aguni                                    |
|         | AIE      | Aeroportul Aiome                                    |
|         | ABZ      | Aeroportul Aberdeen                                 |
|         | AXN      | Aeroportul Municipal Alexandria                     |
|         | AQG      | Aeroportul Anqing Tianzhushan                       |
|         | AAI      | Aeroportul Arraias                                  |
|         | AXX      | Aeroportul Angel Fire                               |
|         | AZL      | Aeroportul Fazenda Tucunare                         |
|         | AMZ      | Aeroportul Ardmore                                  |
|         | AFW      | Aeroportul Fort Worth Alliance                      |
|         | AVO      | Aeroportul Avon Park Executive                      |
|         | AIV      | Aeroportul George Downer                            |
|         | ADG      | Aeroportul Lenawee County                           |
|         | AHJ      | Aeroportul Hongyuan                                 |
|         | AQY      | Aeroportul Girdwood                                 |
|         | AUJ      | Aeroportul Ambunti                                  |
|         | ATO      | Aeroportul Ohio University                          |
|         | AEL      | Aeroportul Municipal Albert Lea                     |
|         | AWZ      | Aeroportul Internațional Ahwaz                      |
|         | APX      | Aeroportul Arapongas                                |
|         | AUW      | Aeroportul Wausau Downtown                          |
|         | AZH      | Aeroportul Azamgarh                                 |